# Jan Lipski (ur. 1935)
Jan Lipski (ur. 27 lutego 1935 w Sadłowie) – polski rolnik, poseł na Sejm PRL VI kadencji.

## Życiorys
Uzyskał wykształcenie podstawowe. Pracował we własnym gospodarstwie rolnym w Sadłowie. Zasiadał w Powiatowym i Wojewódzkim Komitecie Zjednoczonego Stronnictwa Ludowego. Był prezesem miejscowego Kółka Rolniczego oraz przewodniczącym Rady Użytkowników Międzykółkowej Bazy Maszynowej. W 1972 uzyskał mandat posła na Sejm PRL w okręgu Grudziądz. Zasiadał w Komisji Handlu Wewnętrznego.

## Odznaczenia
- Brązowy Krzyż Zasługi